# بشراء

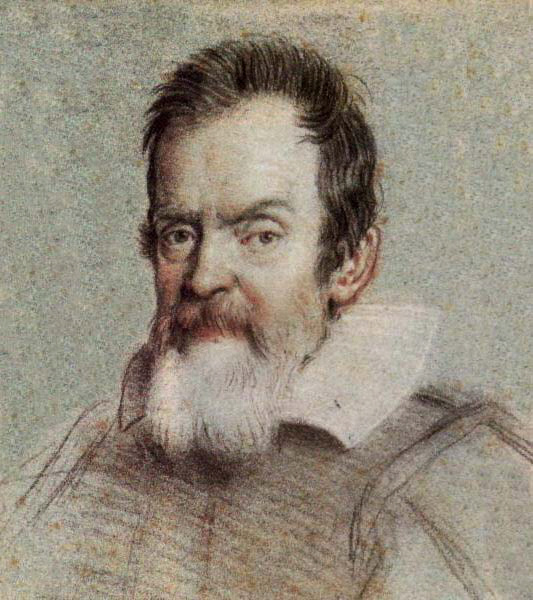

في الديانات، بُشَراء أو السلائف هم أشخاص ذات قدسية أو أصحاب تنبؤات يتنبئون عن ظهور نبي أو رسول لديانة قبل ظهوره.

## قائمة البشراء
- أسيتا في البوذية.[2]
- يوحنا المعمدان في المسيحية.[3]
- بحيرى في الإسلام.[4]
- أحمد بن زين الدين الأحسائي، في البابية.[5]
- كاظم الرشتي، في البابية.[5]